# My Turn
Chansons représentant la Tchéquie au Concours Eurovision de la chanson
I Stand
(2016) Lie to Me
(2018)
My Turn (en français « Mon tour ») est la chanson de Martina Bárta qui représentera la Tchéquie au Concours Eurovision de la chanson 2017 à Kiev, en Ukraine.